# Nikoloz Mali
Pour les articles homonymes, voir Mali (homonymie).
Nikoloz Mali, né le 27 janvier 1999 à Tbilissi en Géorgie, est un footballeur international géorgien. Il évolue au poste d'arrière droit au FK Bunyodkor.

## Biographie

### En club
Né à Tbilissi en Géorgie, Nikoloz Mali est formé par le Saburtalo Tbilissi avec qui il débute en professionnel le 9 avril 2017, lors d'une rencontre de championnat face au Chikhura Satchkhere, contre qui son équipe s'incline (2-1). Il devient champion de Géorgie en 2018.
Le 10 juillet 2019, Mali joue son premier match de Ligue des champions face au FC Sheriff Tiraspol. Il est titularisé et son équipe s'impose par trois buts à zéro ce jour-là.
En février 2022, Mali rejoint le Dinamo Tbilissi. Il joue son premier match sous ses nouvelles couleurs le 25 février 2022, lors de la première journée de la saison 2022 de première division géorgienne, face au Torpedo Koutaïssi. Il est titularisé et son équipe s'impose par quatre buts à zéro.
Le 9 février 2024, Nikoloz Mali rejoint le Dinamo Batoumi.

### En équipe nationale
Avec les moins de 19 ans, il participe au championnat d'Europe des moins de 19 ans en 2017. Lors de cette compétition organisé dans son pays natal, il joue trois matchs. Avec un bilan d'une victoire et deux défaites, la Géorgie ne parvient pas à dépasser le premier tour du tournoi.
Avec les espoirs, il délivre en 2019 deux passes décisives lors des éliminatoires de l'Euro espoirs 2021, contre le Liechtenstein et la Slovaquie.
Le 5 septembre 2020, il figure pour la première fois sur le banc des remplaçants de l'équipe nationale A, mais sans entrer en jeu, lors d'une rencontre face à l'Estonie. Ce match gagné 0-1 rentre dans le cadre de la Ligue des nations de l'UEFA 2020-2021. Trois jours plus tard, Nikoloz Mali honore finalement sa première sélection avec l'équipe de Géorgie, à l'occasion d'un match face à la Macédoine du Nord, où il est propulsé directement titulaire (1-1).

## Palmarès
Saburtalo Tbilissi
- Champion de Géorgie (1) :
  - Champion : 2018.